# جیدن میچل - لاوسون
جیدن میچل - لاوسون (انگلیسی: Jayden Mitchell-Lawson؛ زادهٔ ۱۷ سپتامبر ۱۹۹۹) بازیکن فوتبال اهل بریتانیا است.
از باشگاه‌هایی که در آن بازی کرده‌است می‌توان به باشگاه فوتبال دربی کانتی اشاره کرد.